# Geisterfjord
Geisterfjord (der englische Alternativtitel I Remember You entspricht dem isländischen Originaltitel Ég man þig: „Ich erinnere mich an dich“) ist ein isländischer Film aus dem Jahr 2017 von Óskar Þór Axelsson. Der Film basiert auf dem gleichnamigen Buch von Yrsa Sigurðardóttir. Der Film wurde in Deutschland zunächst im Rahmen des Fantasy Filmfest 2017 gezeigt.

## Handlung
Freyr, ein Arzt in einer Stadt in Island, hilft der örtlichen Polizei, als eine ältere Frau in einer alten Kirche erhängt aufgefunden wird. In ihren Rücken sind Kreuze geritzt, was vermutlich auf Misshandlungen zurückzuführen ist, aber der Ehemann der Toten schwört, dass er sie nie misshandelt hat. Die Polizistin Dagný verknüpft daraufhin den Tod mit dem mysteriösen Verschwinden eines kleinen Jungen, Bernódus, welches sich Jahrzehnte zuvor ereignet hat. Dagný zeigt ihm ein Foto von Bernódus’ Klassenkameraden, auf denen acht Gesichter mit Kreuzen ausgekratzt sind. Sie erklärt, dass die Schüler dafür bekannt waren, Bernódus zu schikanieren, in dessen Rücken vergleichbare Kreuze von seinem ultra-religiösen, missbrauchenden Vater (der ihn für den Tod seiner Frau bei der Geburt verantwortlich machte) geritzt wurden. Sechs der acht starben bereits bei mysteriösen Unfällen und alle sechs wurden mit Kreuzen in ihren Rücken gefunden. Freyr, der immer noch stark unter dem ungelösten Verschwinden seines eigenen Sohnes Benni leidet, beginnt Visionen von Bernódus zu sehen.
Im zweiten Handlungsstrang zieht das Ehepaar Katrín und Garðar zusammen mit Katríns bester Freundin Líf in eine kleine, verlassene Stadt, um ein altes verlassenes Haus zu einer Herberge umzubauen. Bei der Erkundung der Gegend stolpert Katrín auf einen alten Friedhof, auf dem einer der Grabsteine fehlt. Sie beginnt paranormale Vorfälle in der Gegend zu sehen, wie Bernódus’ Geist in der Nähe des Baches zusammen mit dem fehlenden Grabstein und seltsame Geräusche im Haus zu hören, die sie die Treppe hinunterfallen und ihren Fuß verrenken lassen. Aufgrund des fehlenden Handyempfangs kann die Gruppe nicht um Hilfe rufen. Katrín wagt sich auch in den Keller des Hauses, wo sie den Körper von Bernódus findet, der ein Bild seiner Mutter trägt, die Katrín ähnelt. Die Gruppe wird durch die Entdeckung geschockt, kann aber weiterhin nicht mit anderen in Kontakt kommen. Katrín weigert sich, länger im Haus zu bleiben, und sie ziehen in ein anderes unbesetztes Haus in der Nähe.
Freyr erlebt weiterhin seine eigenen seltsamen Vorfälle. Bennis autistischer Freund offenbart nur, dass Benni zuletzt in einem „grünen U-Boot“ gesehen wurde. Der siebte Peiniger von Bernódus wird tot aufgefunden, nachdem er einen Selbstmordversuch unternommen hat, und Freyr findet dutzende Zeitungsausschnitte über Bennis Verschwinden in einem seiner Räume. Freyr erfährt auch, dass der achte Peiniger Úrsúla war, eine an Schizophrenie erkrankte Frau, die er kennt. Eine verärgerte Úrsúla sagt ihm, dass Benni „am Grunde“ von „etwas Grünem“ ist, aber Freyr kann nicht mehr aus ihr herausholen. Ein Hellseher, der behauptet, mit Bennis Geist in Kontakt treten zu können, gibt ihm ähnliche Informationen.
Währenddessen erfährt Katrín, dass Garðar und Líf während ihrer Entfremdung eine Affäre hatten, was sie sehr verletzt. Garðar und Líf sind immer noch verliebt, und während Katrín weg ist, planen sie zusammen wegzugehen und Katrín zu verlassen.
Dabei werden sie anscheinend von einem kleinen Jungen angegriffen, der einen Stein durch ihr Fenster wirft, bevor er zu einem nahe gelegenen Walhaus rennt. Garðar und Líf rennen ihm hinterher und begegnen Bernódus’ Geist, woraufhin der Schornstein des Hauses über ihnen einstürzt. Katrín entdeckt Garðar tot und Líf tödlich verwundet. Katrín läuft auf einen Berg, um mit Lífs Handy Hilfe zu holen. Dabei entdeckt sie aber, dass Líf von Garðar schwanger ist und die beiden planten zusammen wegzulaufen. Daraufhin geht sie, ohne Hilfe zu holen, zurück zum Haus und legt sich mit Bernódus' Leiche in den Keller.
Freyr erwacht mitten in der Nacht und geht joggen, wo er Bernódus’ Geist wieder sieht und verfolgt ihn. Bernódus führt ihn zu einer gefangenen Úrsúla, die behauptet, Bernódus sei immer bei ihr; sie enthüllt, dass sie die letzte war, die ihn vor seinem Verschwinden gesehen hatte. Sie sah ihn sich in einem Boot verstecken und hielt diese Beobachtung jahrzehntelang geheim. Bernódus fuhr mit dem Boot zum verlassenen Dorf mit dem Grab seiner Mutter, deren Grabstein Katrín entdeckte; allein wanderte er durch das leere Haus, bevor er sich im Keller zum Sterben hinlegte. Unterdessen zeichnet Bennis Freund ein grünes U-Boot, welches seine Mutter an Dagný schickt. In einem Moment der Klarheit erkennt Dagný, dass das, was er beschreibt, kein U-Boot, sondern ein Klärbehälter ist. Sie untersucht die Aufnahmen der Tankstelle, wo Benni zuletzt gesehen wurde, und das Filmmaterial zeigt Katrín, Garðar und Líf. Sie hatten einen Klärbehälter für die Renovierung des Hauses dabei.
Es zeigt sich, dass der Handlungsstrang von Katrín, Garðar und Líf Jahre zuvor stattfand. Garðar und Lífs Körper wurden entdeckt, aber Katrín wurde nie gefunden. Dagný vermutet, dass Benni in den grünen Klärbehälter an der Tankstelle kroch und ertrank, während die drei drinnen waren und etwas aßen. Sie machen sich auf den Weg in das verlassene Haus, wo Bennis Leiche im Klärbehälter gefunden wird. Am Boden zerstört, aber endlich Gewissheit habend sitzt Freyr im Haus. Etwas zieht ihn in den Keller, wo die Körper von Katrín und Bernódus liegen, aber er schließt die Tür, ohne hineinzusehen. Er geht mit Bennis Leichnam weg, während die Geister von Katrín und Bernódus ihm händchenhaltend durchs Fenster traurig zusehen.